# Maria Gustafsson (författare)

För andra personer med samma namn, se Maria Gustafsson.  
"Britt" Monica Maria Gustafsson, född 31 augusti 1946 i Boden, Norrbottens län, död 23 mars 2025 i Stockholm, var en svensk thrillerförfattare, manusförfattare, TV-producent, programledare och tolk.  
Hon skrev främst spion/agent-romaner, delvis baserade på verkliga händelser och personer.
Hennes två första romaner om tolken Klara Andersson, Den vidunderliga utsikten och Huset på Carrera 9, publicerades av Prisma. Den tredje, Absintängeln, kom ut på Poduim 2013.
Maria Gustafsson medverkade även i en antologi, Liv och död i Stockholm, publicerad av Fröjdendahls.
Maria Gustafsson var simultantolk i spanska och engelska med uppdrag för myndigheter och internationella företag. Hon var också verksam som TV-producent och manusförfattare i TV-branschen både i Spanien och Sverige och undervisade på Stockholms universitet i simultantolkning i spanska. 
Senare var Maria Gustafsson verksam som författare och frilanstolk.